# Wódka (utwór)
Wódka (również Na całym świecie źle się dzieje, koledzy) – piosenka zespołu Kult z albumu Posłuchaj to do ciebie wydanej w 1987 roku. Tekst do piosenki napisał Kazik Staszewski, kompozycja jest pracą wspólną całego zespołu. Utwór stanowi krytykę społeczeństwa, które jest ogłupiane za pomocą alkoholu.
„Wódka” znajdowała się w repertuarze zespołu od co najmniej 1985 roku. Utwór ten, wraz z „Berlinem”, „Konsumentem” i „Venomem” (znanym później pod tytułem „Piosenka młodych wioślarzy”, znalazł się na kasecie demo przekazanej Tonpressowi w 1985 roku. Na pierwszej edycji albumu Posłuchaj to do ciebie w wyniku ingerencji cenzury utwór figurował pod tytułem „Na całym świecie źle się dzieje, koledzy”. Na reedycji albumu Posłuchaj to do ciebie obok podstawowej wersji piosenki znalazł się jej remiks. Kolejna wersja „Wódki” pojawiła się na albumie Salon Recreativo z 2001 roku. Na albumie Live Pol’and’Rock Festival 2019 znalazła się wersja koncertowa piosenki pod tytułem „Na całym świecie źle się dzieje, koledzy”. Do tej wersji powstało oficjalne wideo, którego premiera miała miejsce 6 listopada 2020 roku.
Ukazał się również cover „Wódki” nagrany przez zespół Pidżama Porno.